# Centrale nucléaire d'Ōi
Ne doit pas être confondu avec Centrale thermique d'Oi.
La centrale nucléaire d'Ōi (大飯発電所, Ōi hatsudensho) est exploitée par la compagnie électrique Kansaï (KEPCO). Elle est située dans la Baie de Wakasu à Ōi, un bourg de la préfecture de Fukui, sur la côte du centre-ouest de l'île de Honshu qui est l'île principale du Japon.

## Description
La centrale d'Ōi est équipée de quatre réacteurs nucléaires à eau pressurisée (REP):
- Ohi 1 : 1120 MWe, REP 4 boucles, MSI en mars 1979[1].
- Ohi 2 : 1120 MWe, REP 4 boucles, MSI en décembre 1979.
- Ohi 3 : 1127 MWe, REP 4 boucles, MSI en décembre 1991.
- Ohi 4 : 1127 MWe, REP 4 boucles, MSI en décembre 1993.

Les deux premiers réacteurs ont été construits par le constructeur américain Westinghouse et les deux derniers réacteurs par le constructeur japonais Mitsubishi.

## Incidents
- Décembre 2005 : arrêt d'un réacteur en raison de dégâts sur une ligne haute tension dus à des vents violents et à de forte chute de neige.
- Depuis 2011 : mise à l'arrêt des 4 réacteurs de la centrale pour une inspection à la suite de l'accident nucléaire de Fukushima[2].
- Juin 2012 : redémarrage du réacteur n°4.
- Septembre 2013 : arrêt du réacteur n°4, et donc plus aucun réacteur nucléaire japonais en fonctionnement[3].
- Décembre 2017 : Kansai Electric Power annonce la fermeture définitive des tranches 1 et 2 en 2019[4].
- Mars 2018 : redémarrage du réacteur n°3.
- Mai 2018 : redémarrage du réacteur n°4.